# Dry Run
Dry Run és una concentració de població designada pel cens dels Estats Units a l'estat d'Ohio. Segons el cens del 2000 tenia 6.553 habitants.

## Demografia
Segons el cens del 2000, Dry Run tenia 6.553 habitants, 2.063 habitatges, i 1.852 famílies. La densitat de població era de 532,7 habitants/km².
Dels 2.063 habitatges en un 52,3% hi vivien nens de menys de 18 anys, en un 84,4% hi vivien parelles casades, en un 3,6% dones solteres, i en un 10,2% no eren unitats familiars. En el 8,5% dels habitatges hi vivien persones soles el 3,5% de les quals corresponia a persones de 65 anys o més que vivien soles. El nombre mitjà de persones vivint en cada habitatge era de 3,18 i el nombre mitjà de persones que vivien en cada família era de 3,38.
Per edats la població es repartia de la següent manera: un 34,2% tenia menys de 18 anys, un 4,7% entre 18 i 24, un 27% entre 25 i 44, un 28% de 45 a 60 i un 6% 65 anys o més.
L'edat mediana era de 38 anys. Per cada 100 dones de 18 o més anys hi havia 99,2 homes.
La renda mediana per habitatge era de 100.373 $ i la renda mediana per família de 104.337 $. Els homes tenien una renda mediana de 75.209 $ mentre que les dones 34.417 $. La renda per capita de la població era de 39.552 $. Aproximadament l'1,7% de les famílies i el 2% de la població estaven per davall del llindar de pobresa.

## Poblacions més properes
El següent diagrama mostra les poblacions més properes.